# Hypselodoris apolegma
Hypselodoris apolegma (лат.) — вид ярко окрашенных брюхоногих моллюсков семейства Chromodorididae из отряда голожаберных (Nudibranchia). Обитают в Тихоокеанской области.

## Описание
Отличается по почти люминесцентной пурпурно-розовой до фиолетовой мантии, цвет которой соединён с непрозрачным белым краем областью фиолетовой пятнистости в сочетании с белой сетчатостью. Вид был впервые описан в 2001 году под названием Risbecia apolegma Yonow, 2001. «Apolegma» по-гречески означает подол мантии, имея в виду белую край, который не резко отделен от фиолетовой мантии. Последние филогенетические данные подтверждают достоверность вида и указывают на родственные отношения между Hypselodoris apolegma и Hypselodoris bullockii. Более позднее исследование выявило большую кладу видов с похожей окраской с Hypselodoris brycei в качестве сестринского вида к H. apolegma.

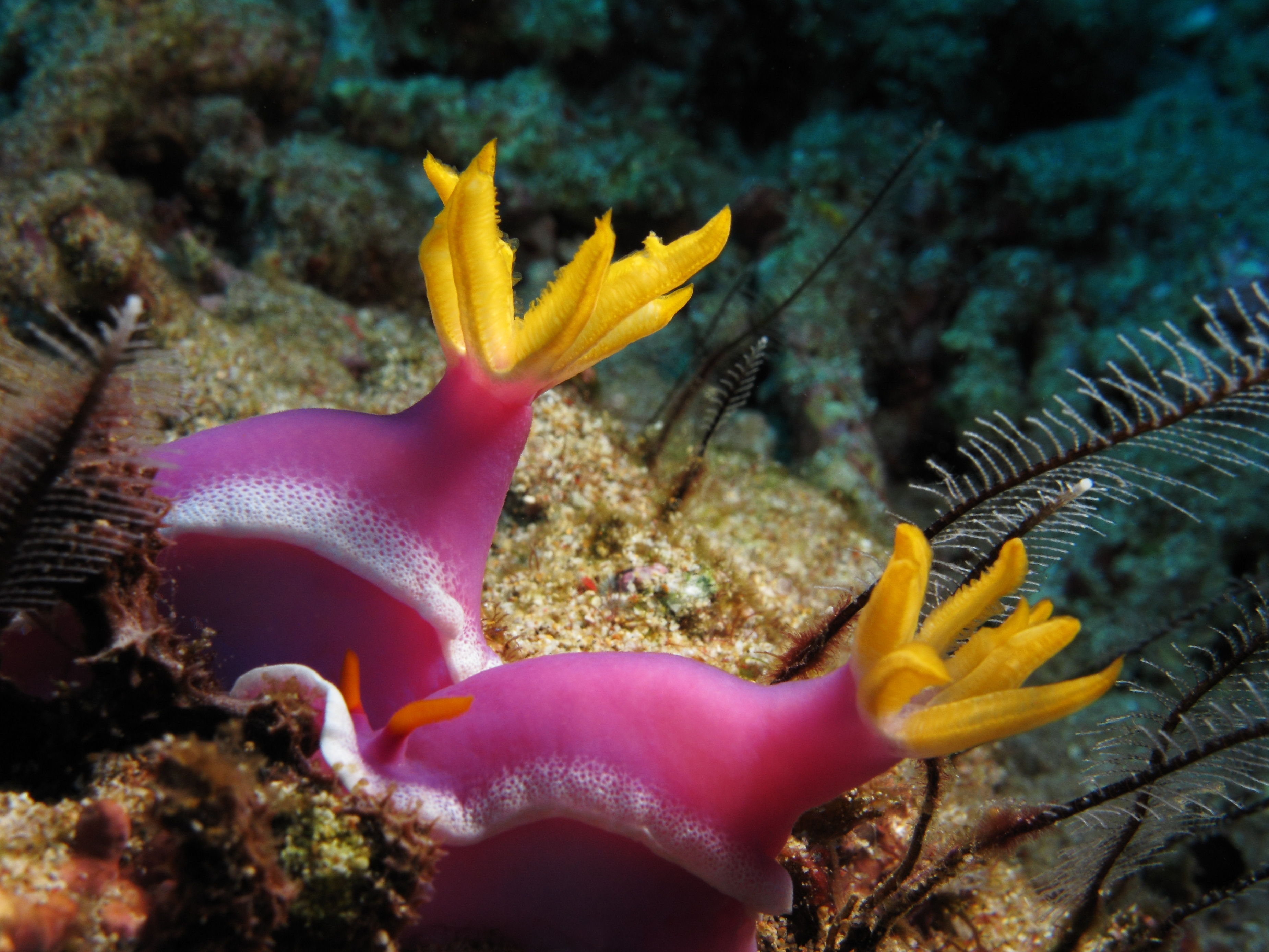
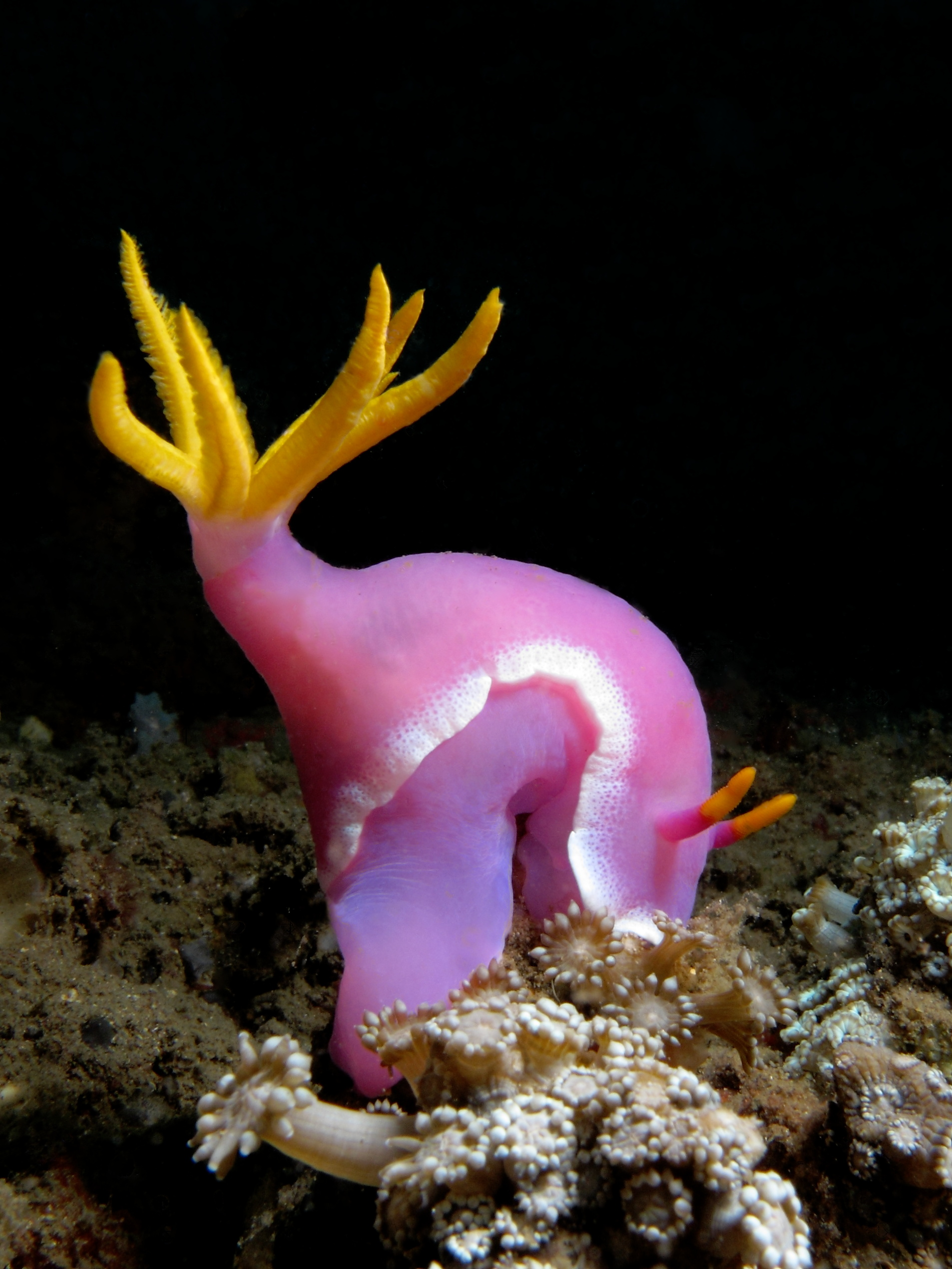

## Распространение
Этот вид моллюсков обитает в тропической западной части Тихого океана.

## Сходные виды
- Hypselodoris tryoni
- Hypselodoris maritima
- Goniobranchus tritos
- Goniobranchus leopardus